# Thraulus femoratus
Thraulus femoratus is een haft uit de familie Leptophlebiidae. De wetenschappelijke naam van de soort is voor het eerst geldig gepubliceerd in 2006 door Li, Liu & Zhou.
De soort komt voor in het Oriëntaals gebied.